# Lone Star Le Mans

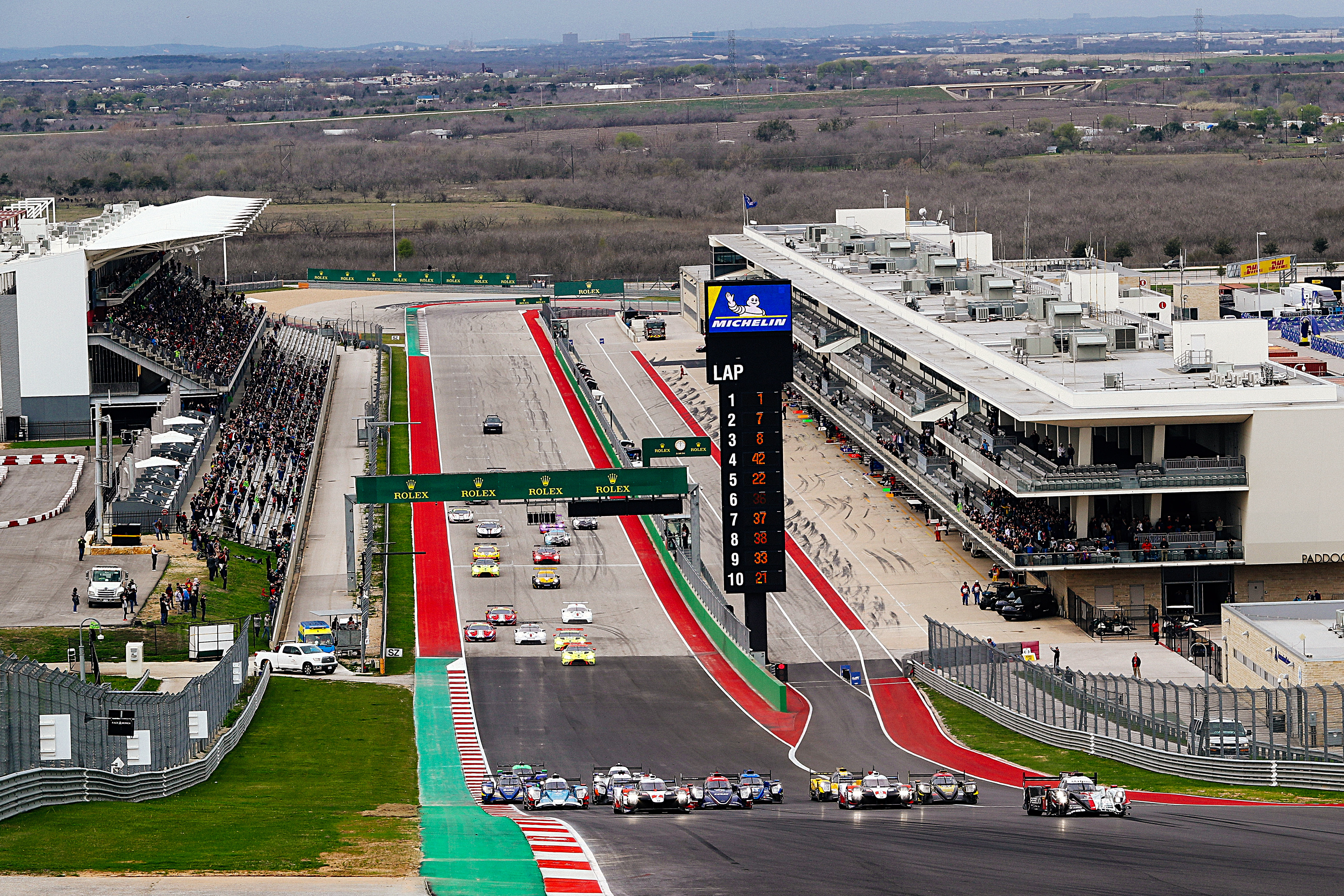
Largada de la edición de 2020.

La Lone Star Le Mans, anteriormente 6 Horas del Circuito de las Américas, es una carrera del Campeonato Mundial de Resistencia de la FIA llevada a cabo en el Circuito de las Américas en Austin, Texas. Su primera edición fue el 22 de septiembre de 2013, como la quinta ronda de aquella temporada.

## Ganadores
| Año  | Pilotos                                       | Automóvil               | Escudería             | Campeonato                                  | Ref.  |
| ---- | --------------------------------------------- | ----------------------- | --------------------- | ------------------------------------------- | ----- |
| 2013 | Allan McNish Tom Kristensen Loïc Duval        | Audi R18 e-tron quattro | Audi Sport Team Joest | Campeonato Mundial de Resistencia de la FIA | [ 3 ] |
| 2014 | Marcel Fässler André Lotterer Benoît Tréluyer | Audi R18 e-tron quattro | Audi Sport Team Joest | Campeonato Mundial de Resistencia de la FIA | [ 4 ] |
| 2015 | Mark Webber Timo Bernhard Brendon Hartley     | Porsche 919 Hybrid      | Porsche Team          | Campeonato Mundial de Resistencia de la FIA | [ 5 ] |
| 2016 | Mark Webber Timo Bernhard Brendon Hartley     | Porsche 919 Hybrid      | Porsche Team          | Campeonato Mundial de Resistencia de la FIA | [ 5 ] |
| 2017 | Earl Bamber Timo Bernhard Brendon Hartley     | Porsche 919 Hybrid      | Porsche Team          | Campeonato Mundial de Resistencia de la FIA | [ 5 ] |
| 2020 | Gustavo Menezes Norman Nato Bruno Senna       | Rebellion R13           | Rebellion Racing      | Campeonato Mundial de Resistencia de la FIA | [ 6 ] |
| 2024 | Robert Kubica Robert Shwartzman Ye Yifei      | Ferrari 499P            | AF Corse              | Campeonato Mundial de Resistencia de la FIA | [ 7 ] |

## Estadísticas

### Constructores con más títulos
| Núm. | Constructor | Victorias | Años             |
| ---- | ----------- | --------- | ---------------- |
| 1    | Porsche     | 3         | 2015, 2016, 2017 |
| 2    | Audi        | 2         | 2013, 2014       |
| 3    | Oreca       | 1         | 2020             |
| 3    | Ferrari     | 1         | 2024             |